# 萨利·哈斯兰格
萨利·哈斯兰格（英語：Sally Haslanger；1955年—），美国著名哲学家，麻省理工学院语言学与哲学系福特讲席教授，美国文理科学院院士。哈斯兰格以其在形而上学、认识论、女性主义哲学、批判种族理论等方面的工作闻名。她曾于2015年受阿姆斯特丹大学哲学系之邀担任斯宾诺莎讲席教授。她也是2013至2014年度美国哲学协会东部分会的主席。

## 生平与荣誉
哈斯兰格出生在美国的康涅狄格州，八岁时迁往路易斯安那州的什里夫波特。1972年，她考入里德学院就读大学本科，在换过多个专业后最终以哲学与宗教学专业毕业。她随后分别于1980年从弗吉尼亚大学获得哲学硕士学位，于1985年从加州大学伯克利校区获得哲学博士学位。博士毕业后，她先后在加州大学欧文校区、密歇根大学、宾夕法尼亚大学和普林斯顿大学工作过。1998年，她前往麻省理工学院工作，并于2004年升任正教授。在2009年至2013年间，她还负责了该校的女性与性别研究项目。
2010年，美国女性哲学家协会将哈斯兰格评为当年的杰出女性哲学家。2012年，她在美国哲学协会太平洋分会上发表了卡鲁斯讲演。2014年，麻省理工学院授予她福特讲席教授的荣誉。2015年春天，她受邀访问阿姆斯特丹大学哲学系，担任其斯宾诺莎讲席教授，发表了斯宾诺莎讲演。同年10月，她当选美国文理科学院院士，并代表人文与艺术类新当选院士在典礼上致了辞。2018年，她获颁古根海姆奖。

## 哲学
哈斯兰格的工作融合了哲学与社会政治运动。她批判性别的唯名论，对性别的社会建构作出了新本质主义的、改善性的、修正性的分析。她近来的工作则专注于社会结构、结构解释、意识形态、社会实践等。

## 论著
哈斯兰格的主要论著收录在其2012年出版的论文集中：
- Resisting Reality: Social Construction and Social Critique, Oxford University Press, 2012.

## 外部連結
- 官方网站
- Academia.edu profile （页面存档备份，存于）
- C-SPAN內的頁面（英文）
- An in-depth autobiographical interview with Sally Haslanger （页面存档备份，存于）